# Isorineloricaria spinosissima
Isorineloricaria spinosissima és una espècie de peix pertanyent a la família dels loricàrids i l'única del gènere Isorineloricaria.

## Descripció
- Pot arribar a fer 56,5 cm de llargària màxima.[3][4]

## Hàbitat
És un peix d'aigua dolça, demersal i de clima tropical (24 °C-30 °C).

## Distribució geogràfica
Es troba a Sud-amèrica: l'Equador.

## Observacions
És inofensiu per als humans.